# Korytne (obwód czerniowiecki)
Korytne (ukr. Коритне) – wieś na Ukrainie, w obwodzie czerniowieckim, w rejonie wyżnickim. W 2001 roku liczyła 2452 mieszkańców.